# Anna Bartek
Pour les articles homonymes, voir Bartek.
Anna Bartek (née le 19 juin 1955), connu sous le pseudonyme Anjo Amika, est une chanteuse et espérantiste hongroise.

## Biographie

### Jeunesse
Anna Bartek nait le 19 juin 1955 à Kaposvár, en Hongrie. Elle est la fille unique d’Antal Elekes et Margit Bognár. Elle est élevée par une mère adoptive. De 1961 à 1969, elle étudie à l’école de musique de la radio et télévision hongroise de Budapest, puis, de 1969 à 1970, au gymnasium Pál Vasvári, à Székesfehérvár. En 1970, elle rentre au conservatoire Béla Bartók de Budapest, d’où elle ressort en 1974.